# Halisarcidae
Halisarcidae é uma família de esponjas marinhas da ordem Halisarcida.

## Gêneros
- Halisarca Johnston, 1842